# Reeds Spring
Reeds Spring – miasto w Stanach Zjednoczonych, w stanie Missouri, w hrabstwie Stone.